# Генерал-капитан (ВМС Испании)
Генерал-капитан Военно-морских сил (исп. Capitán General de la Armada) — высшее военно-морское звание в Военно-морских силах Испании. Соответствует званию «Генерал-капитан СВ» в СВ Испании и званию «Генерал-капитан ВВС» в ВВС Испании. Является «пятизвёздным» званием (по применяемой в НАТО кодировке — OF-10).

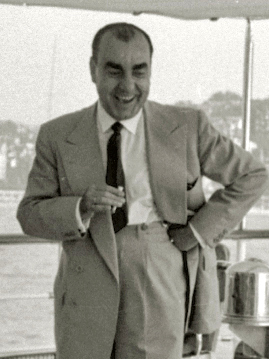
Луис Карреро Бланко — один из носителей данного звания (1973 год)

Следует за званием «Генерал-адмирал» и является высшим званием для военнослужащих Военно-морских сил.

## История
Звание генерал-капитана возникло в Военно-морских силах Испании в XVI веке. Впервые новое звание присвоили Хуану Хосе Наварро при назначении на должность Командующего ВМС Испании (1750). Генерал-капитан назначался Королём Испании на должность командующего флотом (хотя термин «эскадра» более уместен, поскольку большинство флотов галеонов редко состояли более чем из дюжины судов, не считая сопровождаемых торговых судов) с соответствующим полномочиями. Заместителем командующего флотом был almirante (адмирал) - офицер, назначенный генерал-капитаном и ответственный за мореходные качества эскадры.
Со времен правления короля Амадея I монархи Испании использовали звание генерал-капитана ВМС и соответствующие знаки различия в качестве главнокомандующего. Во время Второй Испанской республики звание было упразднено, затем восстановлено во времена Франкистской Испании в 1938 году присвоением Франциско Франко. С XIX века также производились почетные присвоения этого звания адмиралам в отставке (например премьер-министры Хуан Батиста Аснар-Кабаньяс (1928) и Луис Карреро Бланко (1973), единственное посмертное присвоение этого звания). Инфант Хуан, граф Барселонский, претендент на испанский престол в 1941—1977 годах и отец короля Хуана Карлоса I, также был удостоен данного звания в 1992 году. Почётные присвоения официально прекратились в 1999 году.

## Знаки различия
Погон генерал-капитана выглядят следующим образом: снизу располагаются пять четырёхконечных звёздочек, посередине два скрещённых маршальских жезла и сверху Королевская корона.

## Галерея

Погон
Нарукавные знаки различия